# Géza Schay (Mathematiker)
Géza Schay (* 22. Juni 1934 in Budapest) ist ein ungarisch-US-amerikanischer Mathematiker und mathematischer Physiker.
Schay studierte an der Eötvös-Loránd-Universität in Budapest mit dem Abschluss 1956, ging nach dem Ungarischen Aufstand in die USA, war 1958/59 Instructor an der Tufts University und wurde 1961 an der Princeton University bei William Feller in mathematischer Physik promoviert (The equations of diffusion in the special theory of relativity). 1960 bis 1963 war er angestellter Mathematiker bei IBM. 1963 wurde er Assistant Professor und später Associate Professor an der George Washington University  und ab 1966 war er Associate Professor und ab 1970 Professor an der University of Massachusetts in Boston.
Er befasst sich mit stochastischen Prozessen, Diffusionstheorie und relativistischer Mechanik.
Er ist US-amerikanischer Staatsbürger.

## Schriften
- Introduction to probability with statistical applications. Birkhäuser, 2007, ISBN 978-0-8176-4497-0.
- A concise introduction to linear algebra. Birkhäuser, 2012, ISBN 978-0-8176-8324-5.